# Luchtkastelen (album)
Luchtkastelen is een album uit 1981 van popdichter Ton Lebbink, ook bekend als drummer van Mecano.
Het album bestaat uit performance-gedichten in een muzikale omlijsting van new wave/synthpop. De gedichten zijn geschreven door Lebbink zelf. Ze bestaan vaak uit ketens van woordassociaties, zijn humoristisch en wat absurdistisch. De invloed van C. Buddingh' en Jules Deelder, door Lebbink gewaardeerde dichters, is erin te herkennen. De muziek op het album is geschreven door Lebbink, Theo Bolten en Cor Bolten.
Het bekendste nummer van dit album, Voetbalknieën, bereikte als single de Nederlandse hitparades niet.

## Nummers
1. Voetbalknieën 4:07
2. Hausfraulein 1:17
3. Luchtkastelen 8:11
4. Geen Mening - Ja/Nee 2:23
5. Jugendzeit 7:20
6. Fietsen Op Het Mittelmeer 7:41
7. Donker Is De Kalverstraat 4:37
8. Vol Gas 6:44
9. Kom Bij De Machine 7:58

## Muzikanten
- Ton Lebbink - Zang, drums
- Cor Bolten - Gitaar, synthesizer
- Theo Bolten - Basgitaar, klarinet
- Pieter Kooyman - Gitaar (op 3. en 4.)
- Dennis Whitbread - Drums (op 8.)
- René Poestkoke - Effecten (op 5.)